# Kikula (1087 m)
Kikula (słow. Kykuľa, 1087 m) – szczyt w Grupie Wielkiej Raczy w Beskidzie Żywiecko-Kisuckmi. Znajduje się w głównym grzbiecie, przez który biegnie granica polsko-słowacka oraz Wielki Europejski Dział Wodny. Kikula znajduje się w tym grzbiecie pomiędzy Beskidem Wrzeszczowski (zwanym też Beskidem Granicznym, 875 m) i Magurą (1073 m). Nazwa szczytu jest pochodzenia wołoskiego i oznacza zarośniętą górę.
Kikula jest najbardziej na zachód wysuniętym szczytem Beskidu Żywieckiego. W kierunku południowo-zachodnim opada z niej poprzez Zonkę (922 m) krótki grzbiet do doliny Oszczadnicy. Opływają go dwa potoki uchodzące do Oszczadnicy. Wschodnie stoki Kikuli są polskie i opadają do doliny potoku Radecki (w państwowym rejestrze nazw geograficznych jako potok Radeczki).
Polskie stoki Kikuli znajdują się w granicach miejscowości Sól w województwie śląskim, w powiecie żywieckim, w gminie Rajcza. W regionalizacji fizycznogeograficznej Polski według Jerzego Kondrackiego Grupa Wielkiej Raczy zaliczana jest do Beskidu Żywieckiego, w nowszej polskiej regionalizacji z 2018 roku do Beskidu Żywiecko-Kisuckiego, na Słowacji do Beskidu Kisuckiego. Kikula jest całkowicie porośnięta lasem, ale wielki huragan w 2004 wyłamał znaczną część lasu na jej południowych, słowackich stokach. Jest ważnym węzłem szlaków turystycznych; krzyżują się na niej trzy szlaki; biegnący granicą czerwony szlak ze Zwardonia na Wielką Raczę oraz dwa szlaki słowackie.
Od lat 30. XX wieku do ok. 1948 pod szczytem funkcjonowało schronisko turystyczne na Kikuli (Herbaciarnia na Kukli, niem. Kikulabaude).

## Szlaki turystyczne
Zwardoń – Kikula – Magura – Mały Przysłop – Wielki Przysłop – Wielka Racza. 4:45 godz, z powrotem 4:15 godz.
  Czerne – Starý Košiar – Kikula
  Oszczadnica – Zanka – Kikula